# Escombreta de vàter

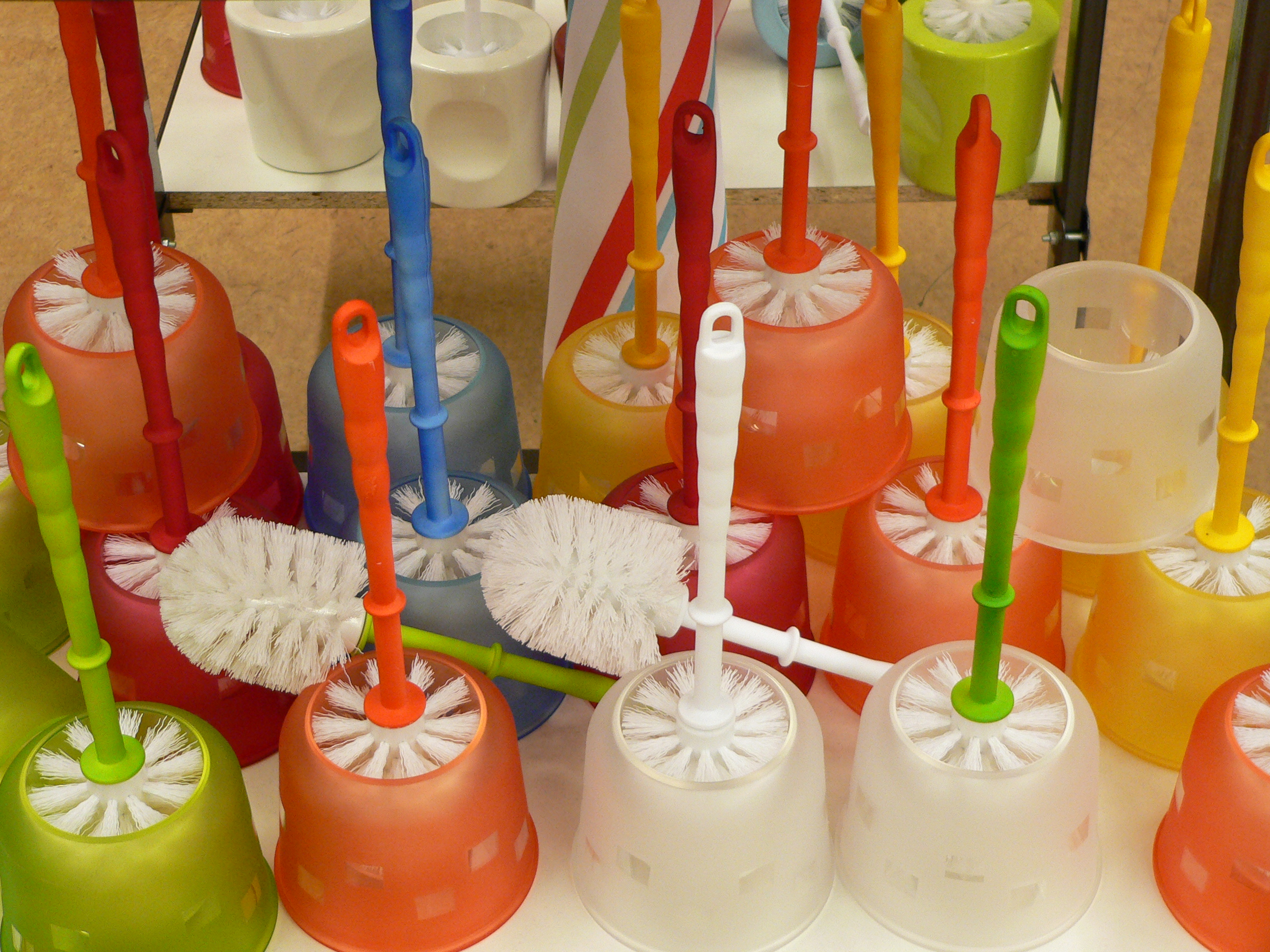
Escombretes de vàter

Una  escombreta de vàter  és un estri dissenyat per a la neteja de l'interior del vàter. S'utilitza generalment amb el netejador o blanquejador de vàter.
L'escombreta de vàter s'utilitza en la neteja rutinària de la tassa del vàter però també per a llevar restes orgàniques adherides a aquesta. Es pot utilitzar per a netejar l'àrea superior de l'inodor, entorn de la tassa. Tanmateix, no pot ser utilitzada per a netejar a gran profunditat i no ha de ser utilitzada per a torcar el seient de vàter. El raspall també es pot emprar per a blanquejar l'esmalt.
En moltes cultures es considera descortès de netejar les restes biològiques de l'inodor sense l'ús de productes de neteja químics, ja que poden potencialment deixar restes en les fibres de l'escombreta.
Una escombreta típica de vàter consisteix en un mànec llarg que disposa en un dels seus extrems d'un aplec de fibres dures situades al voltant d'aquest i que adopten una forma arrodonida a la punta. Avui en dia, les escombretes de vàter es fan generalment de plàstic, però originàriament es van fabricar de fusta amb pèls de porc (cerda o pèls de cavall, bou, esquirol o teixons.
L'escombreta es col·loca normalment en posició vertical dins d'un suport que consisteix a vegades en tubs que amaguen totalment l'estri. En la cambra de bany, se situa en un lloc discret allunyat dels ulls del visitant, generalment en la part lateral i posterior de l'excusat.

## Escombreta elèctrica
Un escombreta elèctrica de vàter és un estri que presenta algunes diferències respecte a una escombreta original. Les fibres se subjecten al rotor d'un motor que funciona de manera similar a un raspall de dents elèctric. La font d'alimentació es connecta sense cap contacte amb el metall via inducció electromagnètica.
En els darrers anys, hi ha hagut un canvi general en el disseny d'escombretes de vàter fabricant raspalls ergonòmics. Ampliacions futures del disseny inclouen suports innovadors que es tanquin al voltant de l'extrem de fibres, de manera que prevenen l'emanació d'olors, gèrmens i altres substàncies.